# Élections sénatoriales de 2020 dans la Haute-Saône
Les élections sénatoriales dans la Haute-Saône ont lieu le dimanche 27 septembre 2020. Elles ont pour but d'élire les sénateurs représentant le département au Sénat pour un mandat de six années.

## Contexte départemental
Lors des élections sénatoriales de 2014 dans la Haute-Saône, deux sénateurs ont été élus : Alain Joyandet et Michel Raison.
Depuis, tous les effectifs du collège électoral des grands électeurs ont été renouvelés, avec les élections départementales françaises de 2015, les élections régionales françaises de 2015, les élections législatives françaises de 2017 et les élections municipales françaises de 2020.

## Sénateurs sortants
| Sénateur | Sénateur       | Parti | Fonctions lors de l'élection en 2014 |
| -------- | -------------- | ----- | ------------------------------------ |
|          | Michel Raison  | LR    | Maire de Luxeuil-les-Bains           |
|          | Alain Joyandet | LR    |                                      |

## Présentation des candidats et des suppléants
Les nouveaux représentants sont élus pour une législature de 6 ans au suffrage universel indirect par les 972 grands électeurs du département. Dans la Haute-Saône, les sénateurs sont élus au scrutin majoritaire à deux tours. Leur nombre reste inchangé, deux sénateurs sont à élire. Il y aura plusieurs candidats dans le département, chacun avec un suppléant.
| N°   | Candidats | Candidats                 | Parti | Principales fonctions                                          |
| ---- | --------- | ------------------------- | ----- | -------------------------------------------------------------- |
| T 1  |           | Maryse Portaz             | PCF   | Conseillère municipale d'Héricourt                             |
| s 1  |           | Jean-Pierre Poinsot       | PCF   |                                                                |
|      |           |                           |       |                                                                |
| T 2  |           | Benoît Germain            | PCF   | Conseiller municipal de Plancher-Bas                           |
| s 2  |           | Nadia Charmy              | PCF   | Conseillère municipale de Vesoul                               |
|      |           |                           |       |                                                                |
| T 3  |           | Sébastien Mancassola      | PS    | Adjoint au maire d'Héricourt                                   |
| s 3  |           | Christelle Rigolot        | DVG   | Conseillère départementale, conseillère municipale de Faverney |
|      |           |                           |       |                                                                |
| T 4  |           | Gaëlle Galdin             | DVG   | Conseillère municipale de Vesoul                               |
| s 4  |           | Régis Pinot               | DVG   | Maire de Melisey                                               |
|      |           |                           |       |                                                                |
| T 5  |           | Maxime Pétigny            | DVD   | Maire de Motey-Besuche                                         |
| s 5  |           | Chantal Denizot-Navarro   | DVD   | Conseillère municipale de Motey-Besuche                        |
|      |           |                           |       |                                                                |
| T 6  |           | Franck Tisserand          | DVD   | Maire de Fleurey-lès-Faverney                                  |
| s 6  |           | Claude Offroy             | DVD   |                                                                |
|      |           |                           |       |                                                                |
| T 7  |           | Olivier Rietmann          | LR    | Conseiller départemental, maire de Jussey                      |
| s 7  |           | Martine Gautheron         | LR    | Adjointe au maire de Champlitte                                |
|      |           |                           |       |                                                                |
| T 8  |           | Alain Joyandet            | LR    | Sénateur sortant, conseiller régional                          |
| s 8  |           | Maguerite Courtoy         | LR    | Maire de Corbenay                                              |
|      |           |                           |       |                                                                |
| T 9  |           | Patrice Lombard           | RN    |                                                                |
| s 9  |           | Colette Bard              | RN    |                                                                |
|      |           |                           |       |                                                                |
| T 10 |           | André Kornmann            | DIV   |                                                                |
| s 10 |           | Nicole Burgnard-Southwick | DIV   |                                                                |

## Résultats
| Candidats                | Candidats                | Parti                    | Nuance                   | Premier tour | Premier tour | Second tour | Second tour |
| Candidats                | Candidats                | Parti                    | Nuance                   | Voix         | %            | Voix        | %           |
| ------------------------ | ------------------------ | ------------------------ | ------------------------ | ------------ | ------------ | ----------- | ----------- |
|                          | Alain Joyandet           | LR                       | LR                       | 515          | 55,50        |             |             |
|                          | Olivier Rietmann         | LR                       | LR                       | 460          | 49,57        | 497         | 54,62       |
|                          | Gaëlle Galdin            | SE                       | DVG                      | 352          | 37,93        | 413         | 45,38       |
|                          | Franck Tisserand         | SE                       | DVD                      | 164          | 17,67        | Retrait     | Retrait     |
|                          | Sébastien Mancassola     | PS                       | SOC                      | 101          | 10,88        | Retrait     | Retrait     |
|                          | Maxime Pétigny           | SE                       | DVD                      | 41           | 4,42         | Retrait     | Retrait     |
|                          | Maryse Portaz            | PCF                      | COM                      | 27           | 2,91         | Retrait     | Retrait     |
|                          | Benoît Germain           | PCF                      | COM                      | 27           | 2,91         | Retrait     | Retrait     |
|                          | Patrice Lombard          | RN                       | RN                       | 16           | 1,72         | Retrait     | Retrait     |
|                          | André Kornmann           | SE                       | DIV                      | 0            | 0,00         | Retrait     | Retrait     |
|                          |                          |                          |                          |              |              |             |             |
| Votes valides            | Votes valides            | Votes valides            | Votes valides            | 928          | 96,67        | 910         | 94,59       |
| Votes blancs             | Votes blancs             | Votes blancs             | Votes blancs             | 8            | 0,83         | 39          | 4,05        |
| Votes nuls               | Votes nuls               | Votes nuls               | Votes nuls               | 24           | 2,50         | 13          | 1,35        |
| Total                    | Total                    | Total                    | Total                    | 960          | 100          | 962         | 100         |
| Abstention               | Abstention               | Abstention               | Abstention               | 9            | 0,93         | 7           | 0,72        |
| Inscrits / participation | Inscrits / participation | Inscrits / participation | Inscrits / participation | 969          | 99,07        | 969         | 99,28       |